# Norvégiai lemming
A norvégiai lemming vagy közönséges lemming (Lemmus lemmus) az emlősök (Mammalia) osztályának rágcsálók (Rodentia) rendjébe, ezen belül a hörcsögfélék (Cricetidae) családjába és a pocokformák (Arvicolinae) alcsaládjába tartozó faj.
A Lemmus emlősnem típusfaja.

## Előfordulása
A norvégiai lemming élettere Skandinávia fjeld és tundramezőire, valamint a Kola-félszigetre korlátozódik.

## Megjelenése

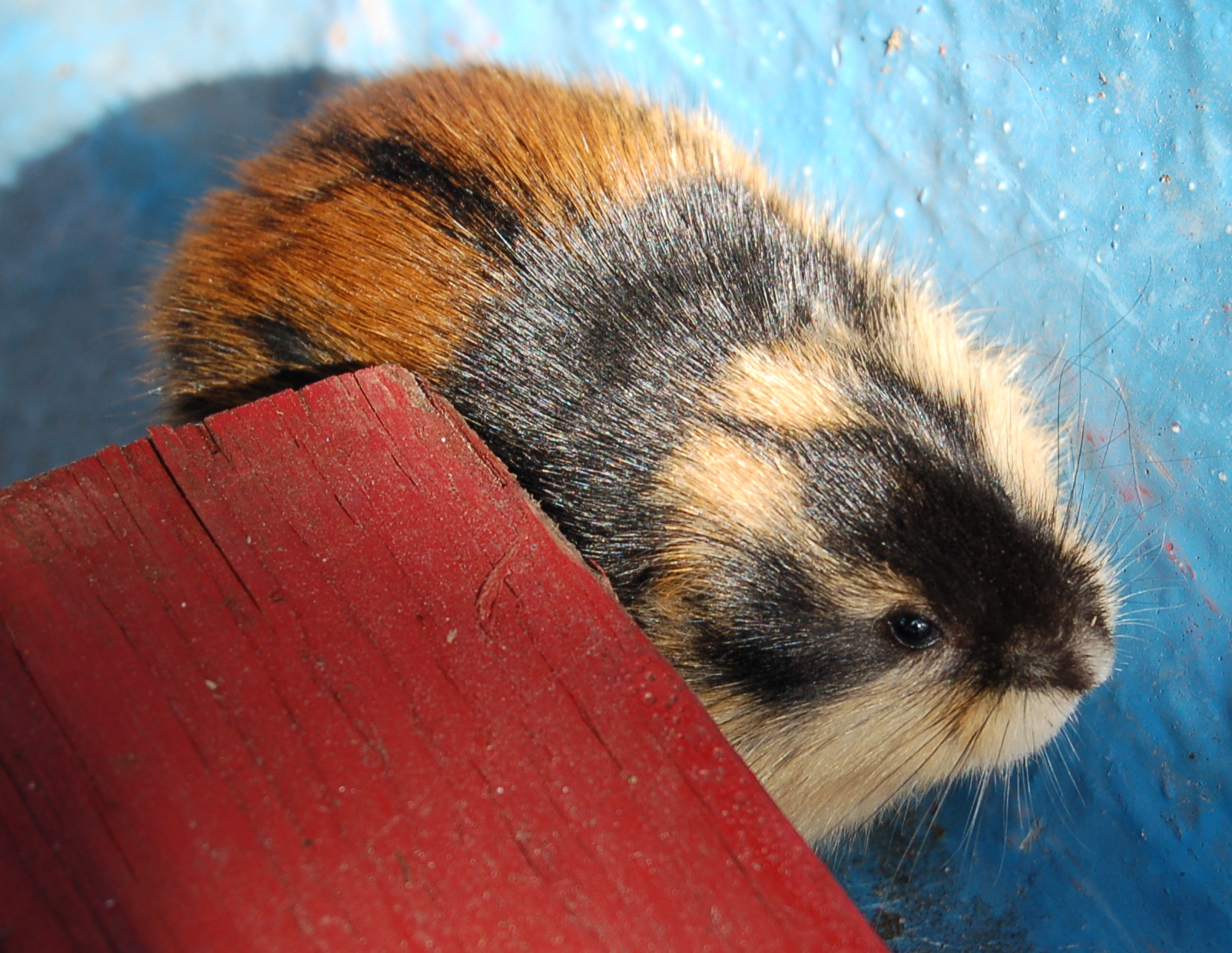
Jól látszik a háti mintázata

Az állat hossza 10-15 centiméter, testtömege 40-115 gramm. A bunda színe vörösessárga, fekete foltokkal. A feje felül fekete és a szemei fölött vöröses foltok vannak. Hasi része és torka sárgásfehér.

## Életmódja
A norvégiai lemming magányosan él, de körülbelül négyévenként tömeges vándorlása figyelhető meg. A vándorlást az állományok túlszaporodása váltja ki, illetve az, hogy az állatok élőhelyén kritikus szint alá esik a táplálék mennyisége. Ilyenkor a lemmingek új helyet keresnek maguknak, és igen nagy területre kiterjedően vándorolhatnak el a táplálékszerzés késztetésének hatása alatt.
A faj fő táplálékát mohák, sásfélék és fűfélék, illetve gyökerek, hajtások és magok képezik. A norvégiai lemming ritkán él tovább két évnél, különösen sok lemming pusztul el a vándorlások során.

## Szaporodása
A nőstény gyakran már három hét elteltével ivarérett. A párzási időszak kedvező feltételek esetén egész évben tart. Az almok száma évente három vagy több is lehet. A vemhesség 20-21 napig tart, ennek végén akár 12 utód is világra jöhet. Anyjuk legfeljebb 16 napig szoptatja a kölyköket, ezután azok önállóak lesznek.